# شكل الأشياء القادمة
شكل الأشياء القادمة (بالإنجليزية: The Shape of Things to Come) هو عمل خيالي علمي للكاتب البريطاني إتش. ج. ويلز، نُشر في عام 1933، فهو يتوقع الأحداث القادمة حتى عام 2106.
يؤدي كساد اقتصادي طويل إلى حرب عظيمة تدمر أوروبا وتهددها بالطاعون. أقامت الأمم ذات أكبر قوة جوية نظامًا ديكتاتوريًا خيّرًا يمهد الطريق للسلام العالمي عبر إزالة الانقسامات القومية وفرض اللغة الإنجليزية ودعم التعلم العلمي وحظر الدين. يتمكن المواطنون العالميون المتنورون من تنحية الدكتاتوريين بطريقة سلمية، ويستأنفون تنشئة جيل جديد من المواهب الفائقة، قادرين على الحفاظ على المدينة الفاضلة الدائمة.
حدثت بالفعل بعض تنبؤات ويلز قصيرة المدى، مثل القصف الجوي لمدن بأكملها والتطوير النهائي لأسلحة الدمار الشامل. بينما كانت تنبؤات أخرى، مثل انهيار سلطة الدولة واندثار الإسلام، مبالغًا فيها إلى حد كبير.

## الحبكة
كقصة إطارية، يدعي ويلز أن كتابه هو نسخته المعدلة للملاحظات التي كتبها الدبلوماسي البارز الدكتور فيليب رافين، الذي كانت تنتابه رؤى عن كتاب تاريخ منشور عام 2106 ودوَّن ما تمكن من تذكره منها. ينقسم الكتاب إلى خمسة أقسام أو «كتب» منفصلة.
1. اليوم وغدًا: عصر بدء الإحباط – تاريخ  العالم حتى 1933.
2. أيام بعد الغد: عصر الإحباط -1933- 1960.
3. النهضة العالمية: عصر الدولة الحديثة -1960- 1978.
4. مناضل الدولة الحديثة -1978 -2059.
5. الدولة الحديثة تهيمن على الحياة- 2059 حتى رأس السنة الجديدة 2106.

كُتب شكل الأشياء القادمة كتاريخ مستقبلي. في نهاية سنة 1933 أو مطلع سنة 1934، يؤدي فشل رئيس الولايات المتحدة فرانكلين دي روزفلت في تنفيذ الصفقة الجديدة وإنعاش الاقتصاد الأمريكي بالإضافة إلى فشل أدولف هتلر في إحياء الاقتصاد الألماني من خلال إعادة التسلح، إلى استمرار الكارثة الاقتصادية العالمية لمدة ثلاثين عامًا، تزامنًا مع الحرب كما هو موصوف بالأعلى.
تنبأ ويلز باندلاع حرب عالمية ثانية  مع حريق أوروبي نشأ من لحظة تصادم عنيف بين الألمان والبولنديين في دانزيغ. حدد ويلز تاريخ هذا الحدث في يناير 1940 – قريب إلى حد ما من التاريخ الفعلي لسبتمبر 1939. لكن ويلز تخيل الحرب مختلفة تمامًا عن الحرب العالمية الثانية الفعلية في بولندا مثبتًا وقوع مبارزة عسكرية لألمانيا - ويشتبكون في حرب غير حاسمة تستمر لعشر سنوات. ثم تشترك دول أكثر في القتال في النهاية، بينما كان تورط فرنسا والاتحاد السوفييتي هامشيًا فقط، وظلت المملكة المتحدة على الحياد، وتتقاتل الولايات المتحدة مع اليابان بغير حسم. يحدث الأنشلوس حيث تُضم النمسا لألمانيا أثناء الحرب بدلًا من قبل الحرب. تتجنب تشيكوسلوفاكيا الاحتلال الألماني وينجو رئيسها إدوارد بينش، من بدء «تعليق القتال» النهائي في عام 1950.
كان تنبؤ ويلز غير دقيق بتاتًا في ما يتعلق بإسبانيا، ما زعم الكتاب أنها تمكنت من إبعاد نفسها عن المشاعر العنيفة التي اجتاحت بقية  أوروبا – لكن في الحقيقة ستصبح الحرب الأهلية الإسبانية الوجهة الأساسية لهذه المشاعر بعد نشر كتاب شكل الأشياء القادمة بسنتين. من الواضح أن ويلز بالغ في تقدير تأثير الليبراليين الإسبان مثل أونامونو أكثر من تأثير المجتمع الأسباني ككل.
صح تنبؤ ويلز بشأن الحرب القادمة أنها ستتضمن إطلاق تفجيرات شديدة من كلا الطرفين نحو المدن الرئيسية لبعضهما البعض (اقترب وصفه المفصل لبولفار أونتر دن لندن المدمر من التنبؤ بالمصير الفعلي للبولفار في الحرب). مع هذا، كان ويلز مخطئًا في افتراض أن القتال الأرضي سيتعرقل سريعًا كما في الحرب العالمية الأولى، وفي أن فكرة استخدام الدبابات لشن مناورة حربية ستفضي إلى العدم. تنبأ ويلز أن الغواصات ستكون منصات الإطلاق للتوربينات الهوائية (أي الصواريخ) حاملة أسلحة دمار شامل، وتمكن الدولة من التهديد بتدمير الأماكن في منتصف الطريق حول العالم – وهو ما حدث بالفعل، ليس في الحرب العالمية الثانية لكن بعدها بعقود.
تنبأ ويلز أن تنتهي الحرب دون منتصر لكن ستنتهي باستنزاف وانهيار وانحلال كامل لكل الدول المحاربة والبلاد المحايدة، تأثر الجميع بالتساوي من احتداد الكارثة الاقتصادية. ينحط العالم كله نحو الفوضى: تنحل كل الحكومات تقريبًا، ويقتل الطاعون نسبة كبيرة من البشرية في عام 1956 و1957 ما دمر الحضارة تقريبًا.
ثم يعود ويلز يتخيل دكتاتورية خيرة، «دكتاتورية الجو»، نسبة إلى المتحكمين في أنظمة النقل المتبقية، وحدهم من يملكون قوة عالمية. تدعم هذه الدكتاتورية العلم، وتفرض أساسيات اللغة الإنجليزية كلغة تواصل عالمية مشتركة وتبيد كل الأديان، واضعة العالم على طريق المدينة الفاضلة المسالمة. عندما تقرر الدكتاتورية اغتيال أحدهم، تتاح الفرصة للمدان كي يأخذ قرصًا مسممًا (على غرار الشوكران الكبير الذي أُعطى إلى سقراط).
لم يتحقق المجتمع غير الطبقي عبر دكتاتورية الطبقة العاملة المركسية، وهي الفكرة التي رفضها ويلز تمامًا. بدلًا من ذلك، ستسحب الطبقة العاملة إلى أعلى حتى تنتهي بالكامل في عدة أجيال من الحراك الاجتماعي العلوي الشديد – في الواقع، تصبح البشرية مكونة بالكامل من «مثقفي الطبقة الوسطى». ويؤدي شباب العالم الكمية المحددة من العمل البدني التي لم تزل هناك حاجة لها، فيمرون بسنتين من «تجنيد العمل» بدلًا من التجنيد العسكري الذي لم تعد هناك حاجة له.
في النهاية، بعد نحو 100 عام من إعادة تشكيل البشرية، تسقط دكتاتورية الجو في انقلاب لم ترق فيه قطرة دم، يُحال الحكام السابقون إلى تقاعد مشرف للغاية، و«تذبل» دولة العالم. يصف الجزء الأخير من الكتاب بالتفصيل عالم المدينة الفاضلة الذي ينشأ. الهدف الأهم لهذا العالم المثالي هو تقديم مجتمع عالمي مكون بالكامل من الموسوعيين، يبلغ ذكاء كلٍ من أفراده أعظم عبقري من الماضي.

## وصلات خارجية
- شكل الأشياء القادمة على موقع الموسوعة البريطانية (الإنجليزية)

- نص الرواية كاملًا - مشروع غوتنبرغ (بالإنجليزية)